# Karl Flanner

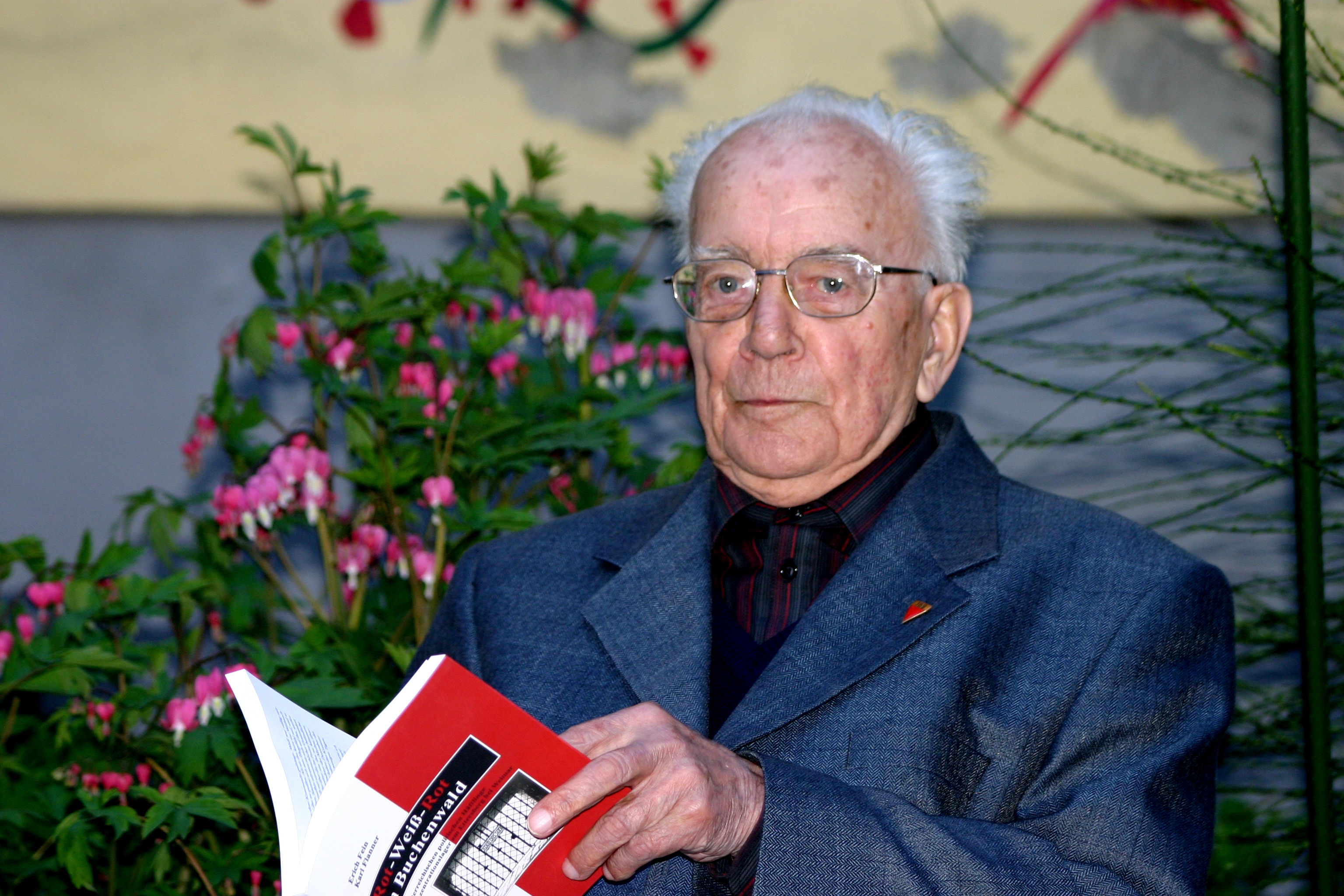
Karl Flanner (2008)

Karl Flanner (* 22. Oktober 1920 in Wiener Neustadt; † 2. Juni 2013 ebenda) war ein österreichischer Historiker und Autor.

## Leben
Karl Flanner wuchs im Wiener Neustädter Arbeiterviertel Flugfeld als Sohn einer im Ersten Weltkrieg zwangsverpflichteten Munitionsarbeiterin der Wöllersdorfer Werke und eines Schuhmachers, Lederarbeiters und Fabrikarbeiters in der neugebauten Wohnhausanlage am Flugfeld auf. In den Nachkriegsjahren war der Hunger allgegenwärtig, und seine ältere Schwester starb 1919. 
Als am 7. Oktober 1928 am Vormittag die Heimwehr in Wiener Neustadt aufmarschierte, marschierte nachmittags der Republikanische Schutzbund zum Hauptplatz auf, und der kleine Karl lief am Gehsteig mit, gegen den Willen seines Vaters. Schlussendlich am Hauptplatz, durfte er an der Hand und dann auf der Schulter seines Vaters an der Gegenversammlung teilnehmen. Karl Flanner wurde mit 10 Jahren Mitglied der Roten Falken und der Arbeiter-Turner. Mit 11 Jahren übte er das Spiel auf der Mandoline, damals das Instrument der Arbeiter: Es war nicht teuer wie ein Klavier, und man konnte es bei Wanderungen mitnehmen. Nach dem Erlebnis der Februarkämpfe, in Wiener Neustadt mit nur einem abgegebenen Schuss, und dem Juliputsch, fühlte er sich von der SPÖ verraten und wurde aktives Mitglied in einer Zelle der illegalen kommunistischen Jugend der KPÖ der Stadt, während andere Jugendliche der Roten Falken zur illegalen NSDAP wechselten. 
Er absolvierte eine Ausbildung zum Elektroschweißer und war in der Wiener Neustädter Lokomotivfabrik, später Raxwerke, tätig. Er betätigte sich im Widerstand gegen den Austrofaschismus und nach dem Anschluss Österreichs gegen den Nationalsozialismus. Er und 25 andere junge Menschen wurde verraten und am 22. August 1939 verhaftet. Karl Flanner wurde nach der Verhaftung im Gestapo-Haus im Stadtpark gefoltert, später ins Gerichtsgefängnis überstellt und zu vier Jahren Zuchthaus unter erschwerten Bedingungen verurteilt. Er wurde in die Justizanstalt Graz-Karlau überführt und in eine Einzelhaftzelle mit einem Webstuhl in der sogenannten Weberei eingesperrt und zum Weber angelernt und eingesetzt. Nach seiner vierjährigen Haft mit harter Arbeit und zu wenig Essen war er auf 45 Kilogramm abgemagert. Karl Flanner wurde nach der Haft in Karlau in Graz nicht wirklich entlassen und mit einem Schutzhaftbefehl aufgrund seiner politischen Gesinnung in ein Konzentrationslager überstellt. So kam er über München ins KZ Dachau und später ins KZ Buchenwald. In Buchenwald war er gegen Ende des Zweiten Weltkrieges an der bewaffneten Übernahme der Macht durch die Häftlinge beteiligt.
Dem Gemeinderat von Wiener Neustadt gehörte er für die KPÖ von 1946 bis 1955 und von 1960 bis 1971 an. Er war Gründer und langjähriger Leiter des Industrieviertel-Museums in Wiener Neustadt sowie Kuratoriumsmitglied des DÖW. Noch im hohen Alter beteiligte er sich an der Arbeitsgruppe Stolpersteine für Wiener Neustadt.
Flanner starb 2013 im 93. Lebensjahr.

## Auszeichnungen
- Ehrenring der Stadt Wiener Neustadt
- 1974 Theodor-Körner-Preis
- 1986 Victor-Adler-Staatspreis für Geschichte sozialer Bewegungen.[3]
- 2008 Kulturpreis der Stadt Wiener Neustadt

## Publikationen
- Widerstand im Gebiet Wiener Neustadt 1938-1945. Europaverlag, Wien 1973 (überarbeitete Neuauflage: Verein Alltag-Verlag, Wiener Neustadt 2003, ISBN 3-902282-01-0).
- Von der Vereinssiedlung zur Josefstadt. Die Geschichte der ersten Arbeiter-Bau-Genossenschaft 1869. Verlagsanstalt Gutenberg, Wiener Neustadt 1979 Online in der Topothek Wiener Neustadt.
- Geschichte der Wiener Neustädter Gewerkschaftsbewegung 1889–1945, 2 Bände. Österreichische Gewerkschaftsbewegung, Bezirksleitung Wiener Neustadt, Wiener Neustadt o. J. [1982].
- Wiener Neustadt im Ständestaat. Arbeiteropposition 1933–1938. Wien: Europaverlag 1983.
- mit Erich Fein: Rot-weiß-rot in Buchenwald. Die österreichischen politischen Häftlinge im Konzentrationslager am Ettersberg bei Weimar. 1938 bis 1945. Europaverlag, Wien/Zürich 1987 (Neuauflage: Verein Alltag-Verlag, Wiener Neustadt 2008, ISBN 978-3-902282-19-4).
- Wiener Neustadt. G’schichtln & Geschichte. NÖ-Rundschau-Verl.Ges., Wiener Neustadt 1998.
- Erlebt und gereimt. Kerker, Gesellschaft, Natur und Menschen im Gedicht. Verein Alltag-Verlag, Wiener Neustadt 2004, ISBN 3-902282-04-5.
- Kameraden der Berge. Die Entwicklung des alpinen Rettungswesens im Ostalpenraum. Verein Museum und Archiv im Viertel unter dem Wienerwald, Wiener Neustadt 2005.
- Opfer des Zweiten Weltkrieges. Internationales Forschungsprojekt der Universität Erlangen-Nürnberg, Institut für Psychologie, Verein Museum und Archiv für Arbeit und Industrie im Viertel unter dem Wienerwald, Wiener Neustadt 2005.
- Zeuge der Zeit. Die Geschichte meines Lebens. Verein Alltag-Verlag, Wiener Neustadt 2008, ISBN 978-3-902282-16-3.